# Acrolophus piger
Acrolophus piger är en fjärilsart som beskrevs av Dyar 1900. Acrolophus piger ingår i släktet Acrolophus och familjen Acrolophidae. Inga underarter finns listade i Catalogue of Life.